# Киселёв, Алексей Иванович
Алексе́й Ива́нович Киселёв (17 марта 1938, Рязань — 19 июня 2005, Москва) — советский боксёр полутяжёлой и второй средней весовых категорий, выступал за сборную СССР в 1960-е годы. Дважды серебряный призёр летних Олимпийских игр, обладатель серебряной медали чемпионата Европы, неоднократный победитель и призёр национальных первенств, заслуженный мастер спорта. Также известен как тренер национальной команды и спортивный функционер.

## Биография
Алексей Киселёв родился 17 марта 1938 года в селе Лукьяновка, Рязанская область. Активно заниматься боксом начал в возрасте шестнадцати лет под руководством тренера Ивана Ганыкина, позже был подопечным Виталия Островерхова.
В 1958 году одержал победу в среднем весе на Спартакиаде дружественных армий. Вскоре дебютировал на чемпионате СССР, в 1959 году завоевал свою первую медаль национального первенства — бронзовую. Последующие четыре года провёл примерно на том же уровне, ещё дважды поднимался на верхнюю ступень пьедестала чемпионата дружественных армий СКДА (1961, 1962), несколько раз был призёром внутреннего первенства, а в 1964 году перешёл в полутяжёлый вес и наконец завоевал золото советского чемпионата. Благодаря череде удачных выступлений удостоился права защищать честь страны на летних Олимпийских играх в Токио — в итоге завоевал здесь серебряную медаль, уступив лишь итальянскому боксёру Козимо Пинто. За это достижение получил звание «Заслуженный мастер спорта».
В следующих сезонах Киселёв в четвёртый раз выиграл чемпионат дружественных армий СКДА (1966), в 1966 году вновь стал чемпионом СССР, кроме того, ещё трижды был на национальных первенствах вторым (1965, 1967, 1968). На чемпионате Европы 1967 года в Риме завоевал серебряную медаль, а год спустя съездил на Олимпиаду в Мехико, где вновь дошёл до финала, но остался с серебряной наградой, проиграв британцу Крису Финнегану. Вскоре после этого принял решение завершить карьеру боксёра, всего поучаствовал в 250 поединках, из них 225 завершил победой.
Покинув ринг, продолжил работать тренером, в частности, в периоды 1969-70 и 1975-80 занимал должность главного тренера советской сборной, дважды возил национальную команду на Олимпийские игры — в 1979 году за эту деятельность удостоился звания «Заслуженный тренер». Окончил МВТУ им. Н. Э. Баумана в 1962 году. В 1972 году получил степень кандидата технических наук, с 1975 года заведовал кафедрой физвоспитания МВТУ им. Н. Э. Баумана, опубликовал ряд научных и методических работ, написал книгу воспоминаний «Незабываемые раунды: Бокс на Олимпиадах» (М., 1979 (совместно с С. Б. Шенкманом). С 1993 года занимал должность президента Российского студенческого спортивного союза.
Умер 19 июня 2005 года в Москве и был похоронен в закрытом колумбарий Донском кладбище.